# Bolbitis rivularis
Bolbitis rivularis är en träjonväxtart som först beskrevs av Brackenr., och fick sitt nu gällande namn av Ren-Chang Ching. Bolbitis rivularis ingår i släktet Bolbitis och familjen Dryopteridaceae. Inga underarter finns listade.